# McLaren MP4-22
La McLaren MP4-22 è un'automobile monoposto di Formula 1 che ha gareggiato nel 2007.
Questa vettura aveva l'importante compito di riportare i titoli piloti e costruttori alla McLaren rispettivamente dopo otto e nove anni; obiettivo non raggiunto, dato che sia il titolo piloti sia quello costruttori saranno vinti dalla Scuderia Ferrari e la Ferrari F2007. La MP4-22 è la vettura coinvolta nello scandalo della Spy Story, che vede coinvolte la McLaren e la Scuderia Ferrari.

## Presentazione
È stata presentata il 15 gennaio 2007 a Valencia, dove in seguito ha svolto un'esibizione notturna su un circuito cittadino appositamente costruito.

## Sviluppo
La vettura è il risultato della collaborazione tra Neil Oatley, il progettista, e Mike Coughlan, capo progettista.

## Carriera agonistica
La vettura si è dimostrata competitiva per tutta la stagione, consentendo a Lewis Hamilton di ottenere 6 pole position (record condiviso con Felipe Massa) e consentendo all'inglese e a Fernando Alonso di lottare sino all'ultima gara per il titolo mondiale.
La scuderia è inoltre giunta ad un punto dalla vittoria, stando ai risultati in pista, del campionato costruttori vinto dalla Ferrari.
Tutti i punti ottenuti dalla vettura sono stati annullati dalla sentenza del 13 settembre 2007 relativa alla cosiddetta Spy Story

## Scheda tecnica
| Caratteristiche tecniche - McLaren MP4-22                                          | Caratteristiche tecniche - McLaren MP4-22 | Caratteristiche tecniche - McLaren MP4-22 | Caratteristiche tecniche - McLaren MP4-22 | Caratteristiche tecniche - McLaren MP4-22 | Caratteristiche tecniche - McLaren MP4-22 |
| ---------------------------------------------------------------------------------- | --- | --- | --- | --- | --- |
|                                                                                    | | | | | |
| Configurazione                                                                     | | | | | |
| Carrozzeria: monoposto                                                             | Carrozzeria: monoposto | Posizione motore: posteriore | Posizione motore: posteriore | Trazione: posteriore | Trazione: posteriore |
| Dimensioni e pesi                                                                  | | | | | |
| Ingombri (lungh.×largh.×alt. in mm): non divulgata × non divulgata × non divulgata | Ingombri (lungh.×largh.×alt. in mm): non divulgata × non divulgata × non divulgata                                                                       | Ingombri (lungh.×largh.×alt. in mm): non divulgata × non divulgata × non divulgata                                                                       | Ingombri (lungh.×largh.×alt. in mm): non divulgata × non divulgata × non divulgata                                                                       | Diametro minimo sterzata: | Diametro minimo sterzata: |
| Interasse:                                                                         | Interasse: | Carreggiate: anteriore non divulgata - posteriore non divulgata mm                                                                                       | Carreggiate: anteriore non divulgata - posteriore non divulgata mm                                                                                       | Altezza minima da terra: | Altezza minima da terra: |
| Posti totali: 1                                                                    | Posti totali: 1 | Bagagliaio: | Bagagliaio: | Serbatoio: 141 l | Serbatoio: 141 l |
| Masse                                                                              | / in ordine di marcia: 600 (compresi pilota, acqua, olio e telacamera) kg                                                                                | / in ordine di marcia: 600 (compresi pilota, acqua, olio e telacamera) kg                                                                                | / in ordine di marcia: 600 (compresi pilota, acqua, olio e telacamera) kg                                                                                | / in ordine di marcia: 600 (compresi pilota, acqua, olio e telacamera) kg                                                                                | / in ordine di marcia: 600 (compresi pilota, acqua, olio e telacamera) kg                                                                                |
| Meccanica                                                                          | | | | | |
| Tipo motore: Mercedes-Benz tipo FO108T V8 90°                                      | Tipo motore: Mercedes-Benz tipo FO108T V8 90° | Tipo motore: Mercedes-Benz tipo FO108T V8 90° | Cilindrata: 2400 cm³ | Cilindrata: 2400 cm³ | Cilindrata: 2400 cm³ |
| Distribuzione: pneumatica                                                          | Distribuzione: pneumatica | Distribuzione: pneumatica | Alimentazione: iniezione elettronica digitale Mobil 1 | Alimentazione: iniezione elettronica digitale Mobil 1 | Alimentazione: iniezione elettronica digitale Mobil 1 |
| Accensione: elettronica Magneti Marelli statica                                    | Accensione: elettronica Magneti Marelli statica | Accensione: elettronica Magneti Marelli statica | Impianto elettrico: Magneti Marelli | Impianto elettrico: Magneti Marelli | Impianto elettrico: Magneti Marelli |
| Frizione: multidisco                                                               | Frizione: multidisco | Frizione: multidisco | Cambio: longitudinale, quickshift, 7 marce e retromarcia (comando semiautomatico sequenziale a controllo elettronico)                                    | Cambio: longitudinale, quickshift, 7 marce e retromarcia (comando semiautomatico sequenziale a controllo elettronico)                                    | Cambio: longitudinale, quickshift, 7 marce e retromarcia (comando semiautomatico sequenziale a controllo elettronico)                                    |
| Telaio                                                                             | | | | | |
| Corpo vettura                                                                      | in materiali compositi, a nido d'ape con fibre di carbonio                                                                                               | in materiali compositi, a nido d'ape con fibre di carbonio                                                                                               | in materiali compositi, a nido d'ape con fibre di carbonio                                                                                               | in materiali compositi, a nido d'ape con fibre di carbonio                                                                                               | in materiali compositi, a nido d'ape con fibre di carbonio                                                                                               |
| Sospensioni                                                                        | anteriori: indipendenti a tirante e molla di torsione anteriore/posteriore / posteriori: indipendenti a tirante e molla di torsione anteriore/posteriore | anteriori: indipendenti a tirante e molla di torsione anteriore/posteriore / posteriori: indipendenti a tirante e molla di torsione anteriore/posteriore | anteriori: indipendenti a tirante e molla di torsione anteriore/posteriore / posteriori: indipendenti a tirante e molla di torsione anteriore/posteriore | anteriori: indipendenti a tirante e molla di torsione anteriore/posteriore / posteriori: indipendenti a tirante e molla di torsione anteriore/posteriore | anteriori: indipendenti a tirante e molla di torsione anteriore/posteriore / posteriori: indipendenti a tirante e molla di torsione anteriore/posteriore |
| Freni                                                                              | anteriori: a disco autoventilanti in carbonio / posteriori: a disco autoventilanti in carbonio                                                           | anteriori: a disco autoventilanti in carbonio / posteriori: a disco autoventilanti in carbonio                                                           | anteriori: a disco autoventilanti in carbonio / posteriori: a disco autoventilanti in carbonio                                                           | anteriori: a disco autoventilanti in carbonio / posteriori: a disco autoventilanti in carbonio                                                           | anteriori: a disco autoventilanti in carbonio / posteriori: a disco autoventilanti in carbonio                                                           |
| Pneumatici                                                                         | Bridgestone / Cerchi: O.Z. da 13 in | Bridgestone / Cerchi: O.Z. da 13 in | Bridgestone / Cerchi: O.Z. da 13 in | Bridgestone / Cerchi: O.Z. da 13 in | Bridgestone / Cerchi: O.Z. da 13 in |

## Piloti
| Piloti ufficiali       | Piloti ufficiali | Piloti ufficiali |
| Nazione                | Nome             | Numero           |
| ---------------------- | ---------------- | ---------------- |
| Spagna (bandiera)      | Fernando Alonso  | 1                |
| Regno Unito (bandiera) | Lewis Hamilton   | 2                |
| Piloti di riserva      |                  |                  |
| Nazione                | Nome             | Numero           |
| Spagna (bandiera)      | Pedro de la Rosa | 31               |
| Regno Unito (bandiera) | Gary Paffett     | 31               |

## Risultati in Formula 1
| Anno | Team                      | Motore                  | Gomme | Piloti   |   |   |   |   |   |   |   |   |   |   |   |   |   |   |     |     |   | Punti | Pos. |
| ---- | ------------------------- | ----------------------- | ----- | -------- | - | - | - | - | - | - | - | - | - | - | - | - | - | - | --- | --- | - | ----- | ---- |
| 2007 | Vodafone McLaren Mercedes | Mercedes FO 108T 2.4 V8 | B     | Alonso   | 2 | 1 | 5 | 3 | 1 | 7 | 2 | 7 | 2 | 1 | 4 | 3 | 1 | 3 | Rit | 2   | 3 | 0     | SQ   |
| 2007 | Vodafone McLaren Mercedes | Mercedes FO 108T 2.4 V8 | B     | Hamilton | 3 | 2 | 2 | 2 | 2 | 1 | 1 | 3 | 3 | 9 | 1 | 5 | 2 | 4 | 1   | Rit | 7 | 0     | SQ   |

| Legenda | 1º posto     | 2º posto | 3º posto    | A punti         | Senza punti/Non class.  | Grassetto – Pole position Corsivo – Giro più veloce |
| Legenda | Squalificato | Ritirato | Non partito | Non qualificato | Solo prove/Terzo pilota | Grassetto – Pole position Corsivo – Giro più veloce |